# Arnebia decumbens
Arnebia decumbens là loài thực vật có hoa trong họ Mồ hôi. Loài này được (Vent.) Coss. & Kralik mô tả khoa học đầu tiên năm 1857.